# Ульгівок
Ульгівок (пол. Ulhówek / Ульгувек) — село в Польщі, у гміні Ульгівок Томашівського повіту Люблінського воєводства. Населення — 1157 осіб (2011).

## Історія

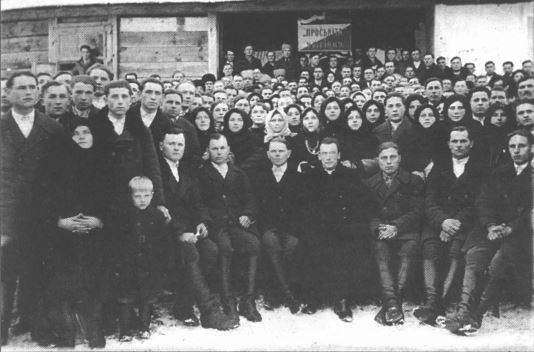
Члени читальні «Просвіти» в селі Ульгівок.1937 рік.

Мешканці села були вояками Української галицької армії:
1. Домашовець Павло, стрілець, 1891 р.н.
2. Петрівський Андрій, стрілець, 1881 р.н.
3. Стасюк Іван, стрілець, 1893 р.н.

Станом на 1.01.1939 в селі проживало 1490 осіб, з них 1380 українців-грекокатоликів, 50 українців-римокатоликів, 10 поляків, 40 польських колоністів міжвоєнного періоду, 10 євреїв. Місцева греко-католицька парафія належала до Угнівського деканату Перемишльської єпархії. Село входило до гміни Тарношин Равського повіту Львівського воєводства Польської республіки.
Після Другої світової війни село опинилося у складі Польщі. У 1945 році, вже за радянської окупації, мешканці села зверталися до влади з проханням відкрити українську школу, проте отрималу відмову з огляду на неможливість добиратися до поселення через діяльність українського збройного підпілля. 16-30 червня 1947 року під час операції «Вісла» польська армія виселила з Ульгівка на щойно приєднані до Польщі північно-західні терени 254 українців. У селі залишилося 63 поляки. Зокрема, частина людей опинилися на Тернопільщині та Львівщині.
У 1975—1998 роках село належало до Замойського воєводства.

## Населення
Демографічна структура станом на 31 березня 2011 року:
|          | Загалом | Допрацездатний вік | Працездатний вік | Постпрацездатний вік |
| -------- | ------- | ------------------ | ---------------- | -------------------- |
| Чоловіки | 567     | 86                 | 422              | 59                   |
| Жінки    | 590     | 98                 | 359              | 133                  |
| Разом    | 1157    | 184                | 781              | 192                  |

## Український цвинтар
Перебуває у стані руїни. Епізодично прибирають приїжджі волонтери.

## Відомі люди

### Народилися
- Богдан Карпевич (1900—1961) — український правознавець і громадський діяч[11].
- Марія Крушельницька (1876—1935) — українська акторка, письменниця, громадська діячка.
- Василь Панас (1923—1949) — український військовий діяч, учасник УПА, лицар Срібного хреста бойової заслуги УПА 2 класу, районний провідник Брюховиччини.